# Берлинский, Павел Михайлович
Павел Михайлович Берлинский (22 июня [5 июля] 1900, Иркутск, Российская империя — 4 мая 1976, Москва, СССР) — советский композитор, дирижёр и пианист, этнограф-музыковед. Один из основоположников профессионального бурятского музыкального искусства. Автор первой бурятской музыкальной драмы «Баир». Народный артист Бурятской АССР (1943).

## Биография
Родился в Иркутске в еврейской семье. Дядя виолончелиста и музыкального педагога Валентина Берлинского. Мать — Раиса Яковлевна Берлинская (1873—1963); братья — Александр (1892—1959), Григорий (хирург, 1894—1969) и Лев (1908—1965); сёстры Вера (мать режиссёра-мультипликатора Андрея Хржановского) и Елена (в замужестве Шафер, 1900—1928).
В 1925 окончил Ленинградскую консерваторию по классу фортепиано у И. С. Миклашевской, в 1926 — по классу композиции у А. М. Житомирского. Преподавание начал с 1928 года. В 1930 году — научный сотрудник Бурят-Монгольского государственного института культуры (ГИЯЛИ). В 1925—1933 годах выступал как пианист-солист и ансамблист. В 1932—1934 и 1939—1946 годах — главный дирижёр Бурятского музыкально-драматического театра в Улан-Удэ.
В 1939 окончил Московскую консерваторию по классу дирижирования у К. С. Сараджева и Л. М. Гинзбурга.
В 1938—1940 вёл класс дирижирования в Московской консерватории. В 1941—1944 годах председатель правления Союза композиторов Бурятской АССР.
С 1946 года преподаватель (в 1950—1953 — заместитель начальника кафедры дирижирования) Института военных дирижёров. С 1964 года и. о. профессора Военно-дирижёрского факультета Московской консерватории.
Награждён орденом «Знак Почёта» (31 октября 1940) — за выдающиеся заслуги в деле развития Бурят-Монгольского театрального и музыкального искусства.

## Сочинения
Автор первой бурятской музыкальной драмы «Баир» (1938, Улан-Удэ), кантаты «Александр Невский» (1942), сочинений для оркестра, для духового оркестра (в том числе бурят-монгольского танца Ёхор, 1949), камерно-инструментальных ансамблей, произведений для фортепьяно, хора с оркестром и голоса с оркестром, романсов, песен, музыки к спектаклям драматического театра, обработок бурятских народных песен.